# Mirko Juteršek
Mirko Juteršek, slovenski umetnostni zgodovinar, * 31. avgust 1932, Podgorje, Kamnik, † 7. februar 2011.

## Življenje in delo
Leta 1959 je na Filozofski fakulteti v Ljubljani diplomiral iz zgodovine in umetnostne zgodovine ter 1971 prav tam doktoriral s témo o slikarju Matiji Jami. Za svoje diplomsko delo o ikonah v hrastoveljski cerkvi je prejel študentsko Prešernovo nagrado. Strokovno se je med drugim izpopolnjeval v Münchnu in v Moskvi ter postal izvedenec za ikonsko slikarstvo in rusko umetnost, kar je kot docent in izredni profesor za vzhodnoevropsko umetnost od leta 1968 do 1986 tudi predaval na oddelku za umetnostno zgodovino Filozofske fakultete v Ljubljani. Od leta 1989 do upokojitve 1996 je bil direktor Slovanske knjižnice v Ljubljani. Od leta 1996 pa vse do smrti je predaval umetnostno zgodovino na Visoki šoli za risanje in slikanje v Ljubljani. Skoraj dvajset let je kot stalni zunanji sodelavec Radia Ljubljana kot likovni kritik za različne oddaje pripravljal prispevke o likovnih razstavah v Sloveniji. Za njegov prispevek k razvoju likovne galerijske dejavnosti v Kamniku in Sloveniji je leta 2007 Občinski svet občine Kamnik podelil Mirku Juteršku naziv častni občan občine Kamnik. Njegova bibliografija zajema 265 zapisov.

## Izbrana bibliografija
- Anton Rojc (1892-1968) : kamniški rezbar in slikar (COBISS)
- Razstavlja slikar in grafik Ernest Krnaič Enči  (COBISS)
- Ljubljana, Galerija Vodnikova domačija : risba kot samostojna umetniška stvaritev  (COBISS)
- Bogdan Potnik : razstava slik (COBISS)